# Чунджа
Чунджа (каз. Шонжы, уйг. Чонҗа‎) — село в Казахстане, административный центр Уйгурского района Алматинской области.
Расстояние до областного центра — города Конаев — 263 км, до города Алма-Ата — 243 км.
В Чундже находится Чунджинский пограничный отряд, ранее в.ч. 2534.
В окрестностях — памятник природы государственного значения реликтовая роща ясеня согдийского, а также горячие радоновые источники (в 50 км к востоку).
Центральная улица села носит имя Ашима Арзиева.

## История
В 1868 году генерал-майор, этнограф, один из администраторов Семиреченской области Фридерикс Н.Е. в составе специальной комиссии по обустройству Туркестанского края прибыл на территорию Чунджи. Здесь он обнаружил фруктовый сад и полуразрушенные глинобитные постройки. По сообщению местных жителей, здесь в середине XIX века находилось небольшое селение,  в котором  также располагался китайский пограничный пикет. В результате нестабильной обстановки на границе с Китаем и набегов кочевников, жители покинули это селение. Позднее это селение временно занимал русский пограничный отряд, как пункт удобный для наблюдения за караванами, идущими из Кульджи.
В 1872 году из г. Верный по распоряжению военного губернатора Колпаковского Г.А. в окрестности будущего села были направлены семьи Семиреченских казаков. В их задачу входило создание населенного пункта с целью охраны караванных путей из Кульджи, Кашгара и Уч-Турфана в город Верный и обратно. Казаки со своими семьями прибыли на место заселения к реке Чунжа, которая была указана на карте. В окрестностях они обнаружили фруктовый сад и несколько заброшенных глинобитных строений. Река оказалась маловодной, деревьев для строительства не было, трава для выпаса скота отсутствовала, почва оказалась непригодной для выращивания пшеницы. Таким образом, не найдя на указанной местности никаких удобств для поселения, казаки по собственной инициативе снялись и поселились значительно южнее. В окрестностях урочища Кыргыз-Сай в предгорье они обнаружили в достатке лес для строительства, полноводную горную реку, изобилие травы для выпаса животных,  землю, подходящую для посева пшеницы. В этом месте проходил караванный путь из Кульджи в Каракол. Местные власти узнав о том, что переселенцы самовольно покинули назначенную для заселения территорию, безуспешно пытались в течение нескольких лет вернуть их. Но после дополнительных исследований местности, администрация области все же официально разрешила им там остаться. Таким образом, в 1875 г. был основан выселок Подгорный,  позднее ставший селом Подгорное (сейчас село Кыргызсай). Но две семьи казаков в 1872 году по собственному желанию остались на реке Чунжа. Переселенцам стоило больших усилий закрепиться на этом месте и начать обустраиваться. В том же году, решением администрации был образован небольшой выселок Чунджинский, ставший впоследствии селом Чунджа.

## Название
В статье "Туркестанъ и его реформы" из научно-политического журнала Вестник Европы, изданного в 1869 году, приводится следующее:

Мѣстность Чунджи (или вѣрнѣе Джунджи, по имени китайскаго подданнаго, изъ племени таранчи, когда-то проживавшаго здѣсь) орошена изобильно арыками и, слѣдовательно, удобна для поддержанія на ней растительности.
— Фридерикс Н.Е. Туркестанъ и его реформы. Изъ записокъ очевидца. // Весник Европы. — Санкт-Петербург, 1869. — Т. 3, Г. 4, КН. 6. — С. 707. — 950 с.
Слово "Шонжы" является транскрибацией наименования населенного пункта Чунджа на казахском языке. Правильное написание данного наименования на казахском языке приведено в справочнике "Топонимия Республики Казахстан" 2001 года издания на странице 407.

## Термальные источники в Чундже
В 50 километрах от села Чунджа расположены минеральные, термальные источники Карадалинского месторождения. Данная вода обладает лечебно-профилактическим действием. По состоянию на 2010 г. она, при условии удовлетворительного санитарно-микробиологического и радиологического состояния, оценивается, как соответствующая СТ РК 452—2002, и рекомендуется для бальнеолечения и лечебного питья, а также для бутылочного розлива в качестве лечебно-столовой воды как в натуральном виде, так и с предварительным газированием углекислотой. У воды в источниках в составе: повышенная щелочность, кремниевая кислота, гидрокарбонатные соли, натрий. Вода из термальных источников применяется для лечения различного рода заболеваний, в том числе заболеваний ЖКТ и дыхательных путей. Согласно исследованиям, проведённым в 2010 году, вода в источниках Карадалинского месторождения в Уйгурском районе Алматинской области, является лечебно-столовой слабоминерализированной акротермой (гипертермой) сложного сульфатно-гидрокарбонатно-хлоридного натриевого состава.
Протокол проведённым в 2021 году исследования вод из скважины, Уйгурсакого района, Алматинской обл., Дардамтинский сельский округ, база отдыха Жемчужина. Дата отбора 08.09.2020. Дата проведения испытаний 09-17.09.2021.

## Население
В 1999 году население села составляло 20 095 человек (9834 мужчины и 10 261 женщина).
По данным переписи 2009 года в селе проживало 18 008 человек (8805 мужчин и 9203 женщины).
На начало 2019 года, в селе проживало 17 263 человека (8832 мужчины и 8431 женщина).